# Worawi Makudi

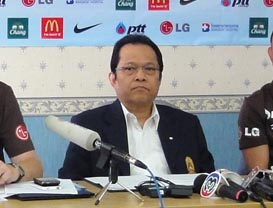
Worawi Makudi นายวรวีร์ มะกูดี

Worawi Makudi (Thai: วรวีร์ มะกูดี, gesprochen: [wɔːráwiː mákuːdiː]; * 29. November 1951 in Thailand) ist ein thailändischer Fußballfunktionär.
Worawi Makudi war elf Jahre lang Generalsekretär des thailändischen Fußballverbandes, bevor er 2007 zum Verbandspräsidenten gewählt wurde. Von 1997 bis 2015 war er Mitglied des FIFA-Exekutivkomitees und stellvertretender Vorsitzender der Kommission für Futsal und Beachsoccer, sowie Mitglied der Kommission für Schiedsrichter und des Organisationskomitees für die Fußball-Weltmeisterschaft. Im Januar 2011 wurde er von der Asiatischen Fußball-Konföderation (AFC) als Kandidat für die Wiederwahl bis 2015 bestätigt.
Worawi ist Angehöriger der muslimischen Minderheit in Thailand und hat in Kuwait studiert. Er gilt als Vertrauter des katarischen Fußballfunktionärs Mohamed bin Hammam.
Worawi beteiligt sich auch an der thailändischen Politik. Er ist Vorstandsmitglied der Pheu-Thai-Partei und wurde nach deren Wahlsieg von Ministerpräsidentin Yingluck Shinawatra zum Handelsvertreter der thailändischen Regierung ernannt.

## Korruptionsvorwürfe
Worawi steht seit Jahren aufgrund von Korruptionsvorwürfen in der Kritik. Er soll eigenen Grundbesitz mit Mitteln aus dem Entwicklungshilfeprogramm GOAL aufgewertet haben. Mitte Dezember 2011 wurde Worawi jedoch trotz erdrückender Beweise für diesen Sachverhalt von Sepp Blatter, dem selbst umstrittenen FIFA-Vorsitzenden, entlastet. Worawi habe entlastende Unterlagen vorgelegt, hieß es. Nähere Angaben dazu wurden jedoch nicht gemacht. Worawi verweigerte sich einem Interview. Der Deutschlandfunk erfuhr jedoch exklusiv, um welche Unterlagen es sich handelte: Erst mit Datum vom 16. November 2011 habe Worawi die Grundstücke an Thailands Fußballverband übertragen. Ein von der FIFA in Auftrag gegebenes Gutachten der Zürcher Kanzlei Niederer, Kraft & Frey hält das fest. Die beglaubigte Übertragung geschah also erst acht Jahre nachdem Worawi das Versprechen gegeben und das GOAL-Geld beantragt hatte. Und erst, nachdem die FIFA ihm bis 1. Dezember eine zweite Frist gesetzt hatte, Unterlagen beizubringen. Ob er zur ersten Frist gelogen hat und gefälschte Unterlagen einreichte, wie thailändische Quellen vermuten, lässt sich nicht sagen. Die FIFA gibt dazu und zu vielen anderen Fragen in dieser Sache keine Antwort.
Am 14. September 2012 teilte ein thailändischer Regierungssprecher mit, dass der Thailändische Fußballverband wegen der Vorwürfe gegen Worawi (den Aufbau der Thai Premier League und einer Vermarktungsfirma vorangetrieben zu haben, um Profit zu erwirtschaften), gezwungen sein könnte, sich aufzulösen, da es dem Verband nicht gestattet gewesen sei, Gewinne zu erzielen. Eine Woche später bestritt Worawi gegenüber der Presse alle Betrugsvorwürfe. Insbesondere nannte er die Vorwürfe eines koreanischen Unternehmens „lächerlich“, nach denen er, Worawi, ungerechtfertigterweise und vorzeitig einen vierjährigen exklusiven Vertrag für Übertragungsrechte im Wert von 2,4 Millionen Dollar pro Jahr gekündigt hätte. Seitens der Koreaner steht dem Thai Fußballverband eine Millionenklage ins Haus, unterdessen hat Worawi eine Gegenklage angekündigt.
Am 18. Dezember 2012 schrieb das Schweizer Medium 20 Minuten zur Ankündigung des Europarats, die Korruption in der FIFA insgesamt unter die Lupe zu nehmen: „Makudi tut vieles für Geld. Im Sommer 2000 – kurz vor der Vergabe der WM 2006 – überwies ihm eine Firma des deutschen Fernseh-Rechtehändlers Leo Kirch einen namhaften Betrag. Der Thailänder stimmte für Deutschland. WM-Bewerber wissen laut Insidern, was sie an Makudi haben.“